# Trachylepis capensis
Trachylepis capensis (капський сцинк) — вид сцинкоподібних ящірок родини сцинкових (Scincidae). Мешкає в Південній Африці.

## Поширення і екологія
Капські сцинки мешкають в Південно-Африканській Республіці, Лесото, Есватіні, Ботсвані і Намібії, трапляються на рівнині Ліува в західній Замбії та в горах Ньянга в Зімбабве. Вони живуть на луках, в саванах, в чагарникових заростях фінбошу, трапляються серед скель і відкритого вельду, на висоті до 2300 м над рівнем моря.